# Wilhelm Brückner
Wilhelm Brückner, (11. december 1884 i Baden-Baden - 18. august 1954 i Herbsdorf), var en tysk militær og SA-Obergruppenführer. Brückner var Adolf Hitlers chefadjudant.

## Biografi
Efter første verdenskrig blev Brückner medlem af et frikorps, Freikorps Epp, hvilken lededes af Franz von Epp. I slutningen af 1922 blev han medlem af Det nationalsocialistiske tyske arbejderparti (NSDAP) og blev leder af SA i München året efter. I november 1923 deltog Brückner i Hitlers Ølkælderkup og blev den 1. april 1924 dømt til halvandet års fængsel for højforræderi.
År 1930 blev Brückner medlem af Hitlers adjutantstab og blev senere udnævnt til chefadjudant. Han blev afskediget og erstattet af Julius Schaub i 1940.

### Webkilder
- "Urteil im Hitler-Prozeß" (tysk). Deutsches Historisches Museum. Arkiveret fra originalen 2014-08-21. Hentet 21. august 2014.